# Nils Björkqvist
Nils Erik Walfrid Björkqvist, född 10 april 1900 i Göteborg, död 9 maj 1991 i Bergum, var en svensk konstnär. Han var son till Johan Björkqvist. 
Björkqvist var som konstnär autodidakt. Hans konst består huvudsakligen av djurmotiv med rävar, harar och olika skogsfåglar.
Nils Björkqvist är begravd på Bergums kyrkogård.